# William Lewis Dayton
Pour les articles homonymes, voir Dayton.
William Lewis Dayton (17 février 1807 - 1er décembre 1864) est un homme politique américain qui est d'abord engagé dans le Parti whig et plus tard dans le Parti républicain. Lors de l'élection présidentielle américaine de 1856, il est le premier candidat républicain à la vice-présidence. Au cours de la guerre de Sécession, Dayton sert comme ambassadeur des États-Unis en France.

## Biographie et carrière
Lointain parent du président de la Chambre des représentants des États-Unis et signataire de la Constitution Jonathan Dayton, il naît à Basking Ridge dans le New Jersey. Dayton est diplômé du College of New Jersey (de nos jours université de Princeton) en 1825 et travaille comme avocat à Freehold.
En 1837, il est élu au Conseil législatif du New Jersey (en) puis devient juge associé à la Cour suprême du New Jersey l'année suivante. À la suite de la mort du sénateur Samuel L. Southard (en), il est lui-même nommé sénateur à compter du 2 juillet 1842 puis est réélu par l'Assemblée législative du New Jersey en tant que whig en 1845 mais échoue en 1851 et met un terme à ses fonctions le 4 mars de la même année.
Lors des élections présidentielles américaine de 1856, il est choisi par le naissant Parti républicain pour premier choix comme vice-président des États-Unis de préférence à Abraham Lincoln à la convention de Philadelphie. Lui et son colistier, John C. Fremont, perdent face au ticket démocrate James Buchanan et John C. Breckinridge. Après cela, il sert comme New Jersey Attorney General (en) jusqu'en 1861, lorsque le président Lincoln le nomme ambassadeur des États-Unis en France, poste qu'il occupe de 1861 à 1864 pendant presque toute la durée de la guerre de Sécession. À Paris, Dayton fait partie d'une campagne de lobbying réussie visant à empêcher le gouvernement de Napoléon III de reconnaître l'indépendance de la Confédération ou à empêcher celle-ci d'utiliser les ports français. Dayton meurt à Paris en 1864 au cours de son mandat d'ambassadeur. Il est enterré au Riverview Cemetery à Trenton (New Jersey).

## Postérité
Son fils, William Lewis Dayton, Jr. (en) (1839–1897), diplômé de Princeton en 1858 sert de représentant du président Chester A. Arthur aux Pays-Bas de 1882 à 1885.
Plus tard, la ville de Dayton (New Jersey) est renommée en son honneur.

## Source de la traduction
- (en) Cet article est partiellement ou en totalité issu de l’article de Wikipédia en anglais intitulé « William L. Dayton » (voir la liste des auteurs).